# La Villeneuve (Saône-et-Loire)
La Villeneuve foi uma comuna francesa na região administrativa de Borgonha-Franco-Condado, no departamento de Saône-et-Loire. Estendia-se por uma área de 7,35 km². Em 2010 a comuna tinha 330 habitantes (densidade: 44,9 hab./km²).
Em 1 de janeiro de 2015, passou a formar parte da nova comuna de Clux-Villeneuve.